# 河村優 (サッカー指導者)
河村 優（かわむら すぐる、1974年4月13日 - ）は、広島県出身のサッカー指導者。

## 来歴
広島県立広島観音高等学校、神戸学院大学を卒業後、母校の神戸学院大学や神戸のサッカーチームであるFCフレスカなどでコーチを歴任。2003年から4年間はイタリアに渡って語学と指導の経験を積み、ペルージャ外国人大学監督や少年チーム監督、通訳などをした。2007年に日本帰国してからは、TASAKIペルーレFCヘッドコーチや姫路獨協大学サッカー部の男子部ヘッドコーチや女子部監督を歴任。2013年は1年間、アルテリーヴォ和歌山監督を務めた。
イタリア語を習熟した経験を活かし、2014年から2015年にはマッシモ・フィッカデンティらイタリア国籍の指導者、選手を抱えるFC東京で通訳を担った。

## 書籍
- 『イタリアに学ぶ ストライカー練習メニュー100』池田書店、2010年。 - 監修
- 『サッカー守備ディフェンス&ゴールキーパー練習メニュー100』池田書店、2012年。 - 監修